# Carterville (Illinois)
Carterville je grad u američkoj saveznoj državi Ilinois. Prema popisu stanovništva iz 2010. u njemu je živjelo 5.496 stanovnika.